# Olympique de Marseille 1968-1969
Questa voce raccoglie le informazioni riguardanti l'Olympique de Marseille nelle competizioni ufficiali della stagione 1968-1969.

## Maglie e sponsor
Le divise presentano talvolta il colletto blu scuro o i calzettoni celesti.. Nelle gare di Coppa di Francia è visibile lo sponsor tecnico Le Coq Sportif.
| Manica sinistra · Maglietta · Maglietta · Manica destra · Pantaloncini · Calzettoni |

## Rosa
| N. |                    | Ruolo | Calciatore              |
| -- | ------------------ | ----- | ----------------------- |
|    | Francia (bandiera) | P     | Christian Delachet      |
|    | Francia (bandiera) | P     | Jean-Paul Escale        |
|    | Francia (bandiera) | D     | François Bracci         |
|    | Francia (bandiera) | D     | Jean Djorkaeff          |
|    | Francia (bandiera) | D     | Jean-Louis Hodoul       |
|    | Francia (bandiera) | D     | Jean-Pierre Lopez       |
|    | Francia (bandiera) | D     | Yvan Piatti             |
|    | Francia (bandiera) | D     | André Tassone           |
|    | Francia (bandiera) | D     | Jules Zvunka            |
|    | Francia (bandiera) | C     | Joseph Bonnel           |
|    | Francia (bandiera) | C     | Louis Bordere           |
|    | Francia (bandiera) | C     | Jean-Pierre Destrumelle |

| N. |                    | Ruolo | Calciatore         |
| -- | ------------------ | ----- | ------------------ |
|    | Francia (bandiera) | C     | Christian Donnat   |
|    | Francia (bandiera) | C     | Alain Maccagno     |
|    | Francia (bandiera) | C     | Jacques Novi       |
|    | Francia (bandiera) | C     | Adrien Pucci       |
|    | Camerun (bandiera) | C     | Jean-Pierre Tokoto |
|    | Francia (bandiera) | A     | Jacques Casolari   |
|    | Francia (bandiera) | A     | Ange Di Caro       |
|    | Togo (bandiera)    | A     | Franck Fiawoo      |
|    | Francia (bandiera) | A     | Hubert Gueniche    |
|    | Svezia (bandiera)  | A     | Roger Magnusson    |
|    | Camerun (bandiera) | A     | Joseph Yegba Maya  |

## Risultati

### Coppa delle Fiere
| Arbitro: | Zečević |

|                |           |  |
| Kiraz 20’, 46’ | Marcatori |  |

| Arbitro: | Lo Bello |

|                             |           |  |
| Yegba Maya 75’ Gueniche 83’ | Marcatori |  |